# هنری پرسی، سومین ارل نورث‌آمبرلند
هنری پرسی، سومین ارل نورث‌آمبرلند (انگلیسی: Henry Percy, 3rd Earl of Northumberland) یک نجیب‌زادهٔ انگلیسی بود، ارل‌های نورث‌آمبرلند یکی از بزرگترین زمینداران و ملاکین قرن پانزدهم در شمال انگلستان بودند، پرسی نیز به واسطهٔ ازدواجش لرد پوی‌نینگز گردید، این عنوان او را وادار به درگیری مستقیم با خاندان‌های دشمن پوی‌نینگز که همسایه خاندان وی بودند انداخت